# 75/27 CK su Ceirano 50 CMA
Il 75/27 CK su Ceirano 50 CMA fu un autocannone utilizzato dal Regio Esercito nella guerra d'Etiopia, nella guerra civile spagnola e nella seconda guerra mondiale.

## Sviluppo e impiego
Tra i vari autocannoni contraerei in servizio nel Regio Esercito durante la prima guerra mondiale, quali il 102/35 su SPA 9000 ed il 75/27 CK su Itala X, si decise di mantenere in servizio solo quest'ultimo pezzo, installandolo però su di un telaio più moderno. 
Così nel 1927 l'Arsenale Costruzioni Artiglierie di Napoli (AREN) fu incarica di equipaggiare 14 batterie con 56 pezzi 75/27 C.K. (Commissione Krupp) installati sul nuovo autocarro pesante Ceirano 50 CMA.
In Etiopia operarono due gruppi d'autocannoni da 75/27 su due batterie da 4 pezzi ognuna. Cinque batterie parteciparono alla guerra di Spagna, con alcuni pezzi installati su vagoni ferrioviari. Nonostante l'obsolescenza della munizione, dei pezzi e delle relative centrali di tiro e la bassa velocità del Ceirano 50 ACM che lo rendeva inadeguato per la protezione delle autocolonne, il Regio Esercito entrò nella seconda guerra mondiale con 166 pezzi. Di questi 40 vennero destinati alla difesa di obiettivi sensibili fissi in territorio metropolitano; gli altri operarono su tutti i fronti tranne che su quello russo.

## Caratteristiche

### La bocca da fuoco
Il cannone 75/27 C.K. (Commissione Krupp) fu sviluppato nel 1915 dall'Arsenale del Regio Esercito di Napoli trasformando il cannone 75/27 Mod. 1906. La canna da 75 mm di calibro è lunga 2250 mm e pesa 346 kg compreso l'otturatore a chiusura ed apertura automatica. L'anima della canna, che presenta 28 righe, si usurava dopo circa 1000 colpi. La culatta è rivestita da un manicotto di bronzo.
La culla con il cilindro idraulico di deformazione brandeggia su un affusto a candeliere tronco conico in acciaio fuso che venne inizialmente installato sul pianale dell'autocarro Itala X, poi sul Ceirano 50 CMA. Il brandeggio è di 360° con alzo da 0° a 70°. Il puntamento dei pezzi era diretto dalla Centrale di tiro Mod. 1937 "Gala".

### L'autocarro
L'autocarro era un Ceirano 50 CMA, autocarro pesante standard del Regio Esercito in quel periodo, con motore a 4 cilindri in linea a benzina per 4712 cc di cilindrata. Era un 4×2 con trazione sugli assali posteriori con ruote gemellate. Il peso di 4.720 kg a vuoto, saliva con la bocca da fuoco, la riserva di 96 colpi ed i serventi a 7.220 kg. 
Nella cabina con copertura a soffietto prendevano posto conduttore e capo-pezzo. Nel cassone i serventi erano disposti su due sedili contromarcia appena dietro la cabina di guida e su quattro sedili posteriori, anch'essi con copertura a soffietto. Tra la cabina ed il pianale una struttura tubulare sosteneva la rizza per l'ancoraggio della canna durante la marcia, sul quale era fissato il pezzo. Le sponde del cassone si aprivano allineandosi con il pianale, formando con questo la pedana per i serventi.

### La batteria
La batteria era formata da un Comando Batteria su 4 autocarri, da uno Scaglione Pezzi su 4 autocannoni, 2 autocassoni, ovvero autocarri con il munizionamento della batteria di 204 colpi per pezzo, 3 autocarri logistici e 2 mitragliatrici per la difesa di punto. A livello di gruppo era assegnata un'ulteriore scorta di munizioni di 203 colpi a pezzo.

## Galleria d'immagini

Autocannoni in marcia
Pezzo in batteria